# Кастель-д'Аццано
Кастель-д'Аццано (італ. Castel d'Azzano, вен. Castel d'Azàn) — муніципалітет в Італії, у регіоні Венето, провінція Верона.
Кастель-д'Аццано розташований на відстані близько 410 км на північ від Рима, 110 км на захід від Венеції, 11 км на південь від Верони.
Населення — 11 813 осіб (2014).
Щорічний фестиваль відбувається 21 травня. Покровитель — святий Зенон.

## Демографія
Населення за роками:

Станом на 1 січня 2023 року в муніципалітеті офіційно проживало 1389 іноземців з 56 країн, серед них 666 громадян країн Євросоюзу та 15 громадян України.

## Сусідні муніципалітети
- Буттап'єтра
- Верона
- Вігазіо
- Віллафранка-ді-Верона